# Lenughi
Lenughi (in armeno Լենուղի?, fino al 1946 Aghlanli Nerkin e Yasakhli) è un comune dell'Armenia di 1 769 abitanti (2009) della provincia di Armavir.